# كروفورد كير
كروفورد كير (بالإنجليزية: Crawford Ker)‏ هو لاعب كرة قدم أمريكية أمريكي، ولد في 5 مايو 1962 في فيلادلفيا في الولايات المتحدة.

## وصلات خارجية
- كروفورد كير على موقع مرجع كرة القدم المحترفة.كوم (الإنجليزية)